# Ustilago coronariae
Ustilago coronariae är en svampart som beskrevs av Liro 1924. Ustilago coronariae ingår i släktet Ustilago och familjen Ustilaginaceae.   Inga underarter finns listade i Catalogue of Life.